# Babilon

Mapa Babilonii w czasach Hammurabiego z zaznaczonym Babilonem

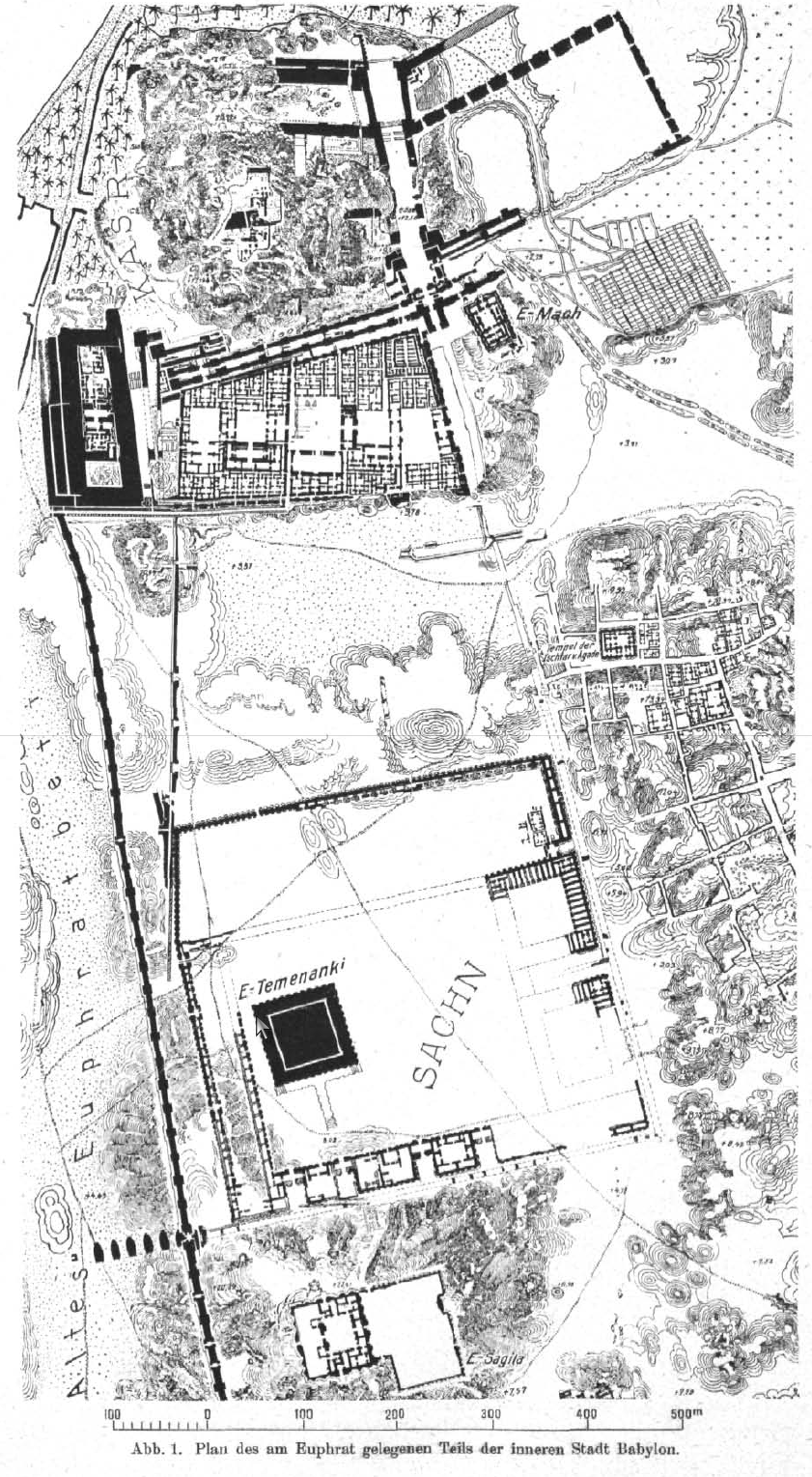
Plan centralnej części Babilonu z widocznym położeniem Bramy Isztar, kompleksu z ziguratem E-temenanki i świątyni E-sagila.

Babilon  (sum. ká.dingir.raki „brama boga”; akad. Bāb-ilim „brama boga” lub Bāb-ilāni „brama bogów”; gr. Βαβυλών Babylōn; bibl. בָּבֶל Bābel; arab. بابل Bābil) – starożytne miasto położone w Mezopotamii, nad Eufratem, w pobliżu obecnego miasta Al-Hilla, dawna stolica Babilonii; obecnie stanowisko archeologiczne Atlal Babil w Iraku.

## Historia
Pierwsza wzmianka o Babilonie pochodzi z czasów panowania Szar-kali-szarri, króla Akadu z XXIII w. p.n.e. W okresie monarchii III dynastii z Ur (2113–2005 p.n.e.) mieściła się tu siedziba ensich – zarządców niewielkiej prowincji. W roku 1894 p.n.e. Sumu-abum (1894–1881 p.n.e.), przywódca jednego z plemion amoryckich, obrał Babilon za swoją siedzibę, zakładając słynną I dynastię z Babilonu. Rola miasta wzrosła znacznie za panowania Hammurabiego (1792–1750 p.n.e.), szóstego władcy z tej dynastii, który stworzył duże imperium ze stolicą w Babilonie. W 1595 r. p.n.e. miasto zostało zdobyte, złupione i spalone przez Mursilisa I, króla hetyckiego, by następnie wpaść w ręce Kasytów, ludu z gór Zagros, którym w XVI w. p.n.e. udało się przejąć kontrolę nad Babilonią i utworzyć tu własne państwo o nazwie Karduniasz. Władali oni Babilonią przez następne 400 lat, a Babilon – stolica ich państwa – przeżywał w tym okresie zmienne koleje losu, m.in. padając dwukrotnie łupem agresorów z zewnątrz. W 1235 r. p.n.e. asyryjski król Tukulti-Ninurta I najechał Babilonię, pojmał jej kasyckiego władcę Kasztiliasza IV i zdobył Babilon, wywożąc z niego liczne skarby, w tym posąg boga Marduka. Ten sam los spotkał Babilon niemal sto lat później, w 1159 r. p.n.e., kiedy Babilonię najechał elamicki władca Szutruk-Nahhunte I, kładąc kres dynastii kasyckiej.
Wieki XI–VIII p.n.e. to okres zamieszania w Babilonii, związany z przybyciem i osiedlaniem się na jej obszarze plemion chaldejskich. Babilonem rządziło kolejno kilka różnych dynastii, których władcy, poza problemami wewnętrznymi, musieli też radzić sobie ze stałym zagrożeniem jakim stała się rosnąca w siłę Asyria. Ok. 730 r. p.n.e. jeden z asyryjskich władców, Tiglat-Pileser III, najechał Babilonię, zdobył Babilon i jako pierwszy z władców asyryjskich przyjął tytuł „króla Babilonu”, tworząc tym samym unię personalną Asyrii i Babilonii. W 689 r. p.n.e. na rozkaz jednego z następców Tiglat-Pilesera III – Sennacheryba wojska asyryjskie zdobyły i splądrowały Babilon, mordując jego mieszkańców i paląc miasto. Babilon odzyskał dawną potęgę w pierwszej połowie VI wieku p.n.e., odbudowany przez Asarhaddona (syna Sennacheryba) i później za panowania dynastii nowobabilońskiej (z tych czasów pochodzą Brama Isztar, zrekonstruowany i powiększony ziggurat E-temenanki czy wiszące ogrody Semiramidy).
Zdobyte w 539 roku p.n.e. przez Persów, miasto powoli traciło na znaczeniu. W roku 482 p.n.e. miasto Babilon zbuntowało się, satrapę Zopyrosa zabito. Następca Dariusza, Kserkses I, za pośrednictwem Megabyzosa zdobył zbuntowane miasto, ograbił je, obłożył wysokimi podatkami. Żołnierzy wcielono do armii asyryjskiej i określano ich Chaldejczykami, gdyż nazwa związana z Babilonią została odtąd urzędowo zakazana.
W Babilonie zmarł w 323 roku p.n.e. Aleksander Wielki, który zamierzał uczynić je stolicą swojej uniwersalnej monarchii. Po jego śmierci miasto zaczęło podupadać w wyniku licznych wojen i masowych wywózek ludności (m.in. w roku 275 p.n.e.). Ostateczny upadek miasta dokonał się za czasów panowania Partów w III wieku n.e. Został ponownie odkryty przez niemieckiego archeologa Roberta Koldeweya w 1899 roku.

## Wykopaliska
Na obecnym stanowisku archeologicznym, na którym od 1899 roku prowadzi się wykopaliska, odkryto między innymi:
- Bramę Isztar,
- Esagilę – świątynię Marduka,
- mury obronne,
- kompleks pałacowy,
- ziggurat Etemenanki, z którym kojarzy się biblijną Wieżę Babel.

## Współczesność
Babilon obecnie znajduje się w granicach administracyjnych Iraku. W roku 1985 prezydent Iraku Saddam Husajn rozpoczął odbudowę miasta z cegieł, na których umieszczono napis Wybudowano przez Saddama Husajna, syna Nabuchodonozora, aby okryć chwałą Irak. W czasie II wojny w Zatoce Perskiej wojska amerykańskie zajęły w kwietniu 2003 Babilon i 2 września tego roku założyły na terenie starożytnych ruin obóz wojskowy nazwany Camp Alpha. Po pięciu miesiącach bazę przekazano w użytkowanie wielonarodowej dywizji kierowanej przez dowództwo polskiego kontyngentu, która stacjonowała tam do 22 XII 2004, gdy bazę zlikwidowano. Młodszy raport Russella z 2010 podaje, że wojskowa baza w Babilonie (Camp Alpha i Camp Babylon) obejmowała 150 ha i znajdywała się w samym centrum obszaru zabytkowego, a istniała od IV 2003 do I 2005. W efekcie prowadzenia przez wojskowych koalicji antyirackiej różnych prac ziemnych (m.in. kopania rowów i wykopania dwóch wyrobisk) oraz intensywnego używania ciężkiego sprzętu na terenie starożytnego miasta doszło do zniszczeń na stanowisku archeologicznym, m.in. uszkodzono pozostałości Bramy Isztar oraz prowadzącej do niej Drogi Procesyjnej. 
Wewnątrz zewnętrznych murów miejskich Babilonu irackie ministerstwo naftowe buduje stację pomiarową dla jednego z trzech rurociągów, które ułożono w ostatnich latach. W obrębie terenu mnożą się domy prywatne. 
Babilon jest domem dla wielu ludzi, a społeczności wokół niego szybko się rozwijają, przechodząc od niewielkich, zatłoczonych osad do rozległych przedmieść.